# Nazireat

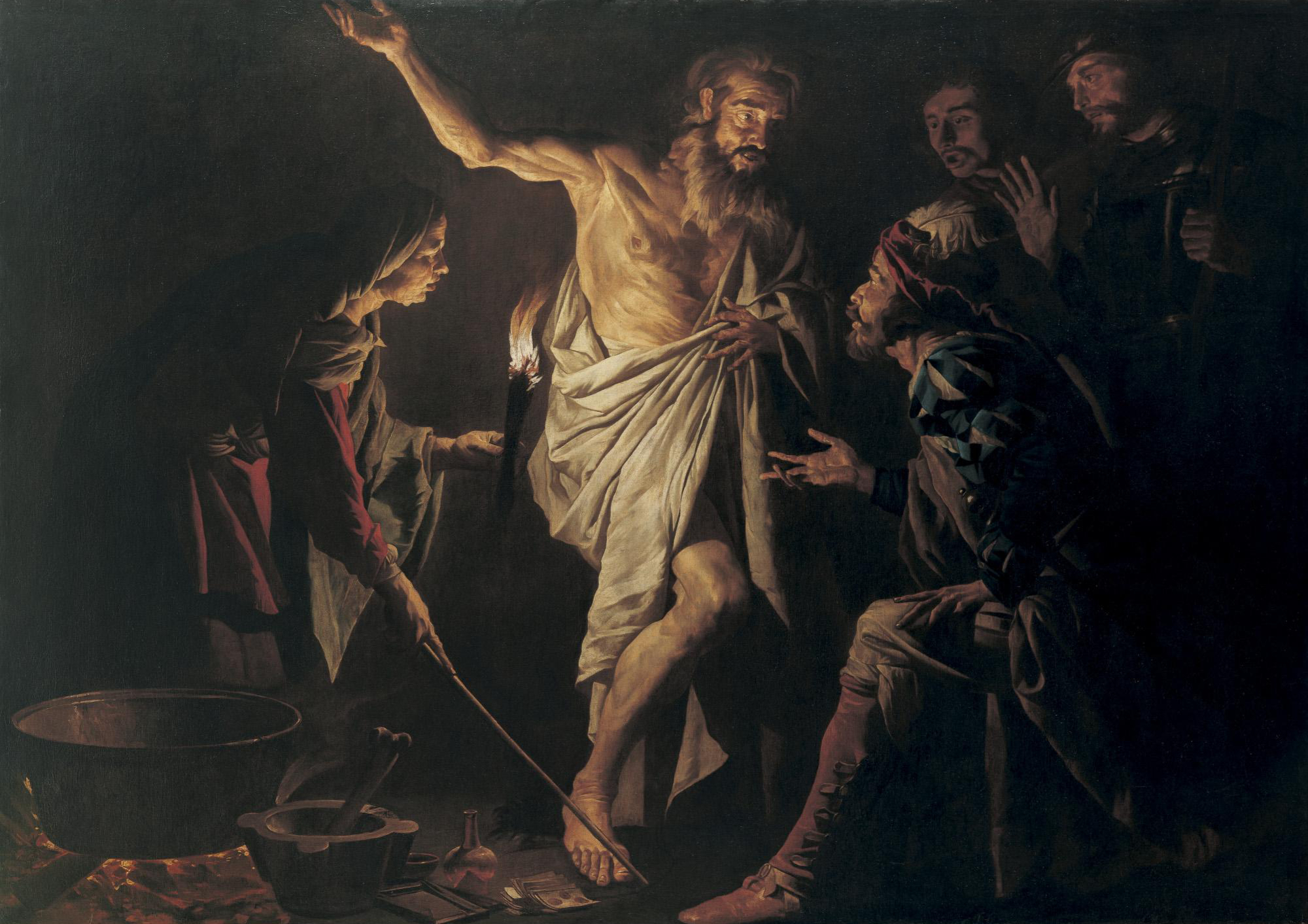
Samuel – ...brzytwa nie dotknie jego głowy

Nazireat (od hebr. נזיר, nazir, poświęcenie) – opisany w Biblii i oparty na prawie Mojżesza, czasowy lub wieczysty ślub pełnego poświęcenia się Bogu. Osoba składająca śluby, czyli nazirejczyk (nazyrejczyk), zobowiązywała się – na czas trwania ślubów – do:
- abstynencji od wszelkich napojów alkoholowych, włącznie z octem winnym oraz spożywania winogron (Lb 6,3),
- niestrzyżenia włosów i brody (Lb 6,5),
- niezbliżania się do zwłok (Lb 6,7).

W przypadku naruszenia zasad nazireatu musi zostać on przerwany i unieważniony. Po złożeniu odpowiedniej ofiary i oczyszczeniu ślub nazireatu może zostać złożony na nowo.

## Stary Testament
Przepisy nazireatu są regulowane w 6 rozdziale Księdze Liczb:

Tak mów do Izraelitów: gdy jaki mężczyzna lub kobieta złoży ślub nazireatu, aby się poświęcić dla Pana, musi się powstrzymać od wina i sycery, nie może używać octu winnego i octu z sycery ani soku z winogron; nie wolno mu jeść winogron zarówno świeżych, jak i suszonych. Przez cały czas trwania nazireatu nie będzie niczego spożywać z winnego szczepu, począwszy od winogron niedojrzałych aż do wytłoczyn. Przez cały czas trwania nazireatu nożyce nie dotkną jego głowy. Dopóki nie upłynie czas, na który poświęcił się Panu, będzie święty i ma pozwolić, by włosy jego rosły swobodnie. W okresie, kiedy jest poświęcony dla Pana, nie może się zbliżyć do żadnego trupa. Nawet przy swoim zmarłym ojcu, matce, bracie czy siostrze nie może zaciągnąć nieczystości, gdyż nosi na swej głowie [znamię] poświęcenia dla Pana. Podczas całego okresu trwania nazireatu jest poświęcony dla Pana.

Nazirejczycy podlegali szczególnemu traktowaniu w społeczności Izraela, dlatego w Księdze Amosa znajduje się opis kary, jaką Bóg zsyła na tych, którzy podają im wino.
W Starym Testamencie jako nazirejczycy zostali przedstawieni sędziowie Samson i Samuel. Wspomniani są również w deuterokanonicznej 1 Księdze Machabejskiej.

## Nowy Testament
Nazirejczykiem opisanym w Nowym Testamencie był Jan Chrzciciel. O nazireacie wspomina anioł, który ukazał się w świątyni jego ojcu Zachariaszowi.
Nazirejczycy pojawiają się również w Dziejach Apostolskich, kiedy Paweł z Tarsu, by uzyskać zaufanie chrześcijan z Jerozolimy, składa w świątyni ofiarę za ich ostrzyżenie.